# 57.ª Brigada Mixta (Ejército Popular de la República)
La 57.ª Brigada Mixta fue una unidad del Ejército Popular de la República que combatió en la Guerra Civil Española.

## Historial
La unidad fue creada en enero de 1937 a partir de dos batallones pertenecientes a la columna «Eixea-Uribe».
En el mes de abril la 57.ª BM fue asignada a la 41.ª División, en el frente de Teruel. En julio uno de sus batallones participó en la ofensiva sobre Albarracín. Durante los siguientes meses, entre agosto y octubre, la brigada tomaría parte en diversas acciones militares en los sectores de «Las Hoyuelas», La Muela de Villastar, y «Las Lomas de Marimezquita», si bien el desempeño de la unidad fue malo y no se obtuvo ningún éxito. Como consecuencia, tanto el comandante como el comisario político serían fulminante destituidos. A finales de año tomaría parte en la ofensiva republicana sobre la ciudad de Teruel. En los primeros días la 57.ª BM combatió en las cotas 1.267 y 1.269, en el sector de Rubiales; posteriormente, ya durante el asalto final a Teruel, la brigada participó en el asalto de las posiciones de «La Muela», «Marimezquita», «La Galiana» y «La Granja».
En febrero de 1938 fue adscrita a la recién creada División «Levante» —o División «L»—, junto a la 58.ª Brigada Mixta.
Un mes más tarde, tras el comienzo de la ofensiva franquista en el frente de Aragón, la unidad se trasladó al frente de guerra para reforzar al derrotado ejército republicano. Se incorporaría a la 41.ª División del XXII Cuerpo de Ejército. El 23 de marzo entabló un fuerte combate con las fuerzas franquistas en Aguaviva, sufriendo graves bajas. Los restos de la 57.ª BM se retiraron hacia la retaguardia, hacia Benicarló. Fue trasladada a Tomelloso para ser sometida a una reorganización, tras lo cual la brigada quedaría asignada a la 5.ª División del Ejército del Centro y situada en la zona de Campo Real. Con posterioridad sería agregada a la nueva 49.ª División, marchando al frente de Levante. Allí permanecería hasta el final de la contienda, sin tomar parte en acciones militares de relavancia.

## Publicaciones
Durante la contienda la 57.ª Brigada Mixta llegó a editar un periódico, Independencia, en Tomelloso.

## Mandos
Comandantes en jefe
- Comandante de infantería Agustín Fuster Picó;
- Comandante de infantería José Velasco Barcia;
- Mayor de milicias José Sirvent Eguiluz;

Comisarios
- Juan Antonio Turiel Furones, del PSOE;
- Isidoro Hernández Tortosa, del PCE;[7]